# Valentin Gay
Pour les articles homonymes, voir Gay (patronyme).
Philippe Valentin Gay, né le 30 juillet 1739 à Bourges et mort le 7 janvier 1833 au même lieu, fut maire de Bourges au cours de la Révolution française.

## Biographie
Fils de Philippe Gay, bourgeois, et de Madeleine Bonnardel, Valentin Gay est issu d'une grande famille de notables berruyers. Il exerce les fonctions de lieutenant de l’Élection de Bourges sous l'Ancien Régime.
En 1789 il se rallie au nouveau régime et adhère à la Société des Amis de la Constitution. En octobre 1790 il est élu président du tribunal du district de Bourges et intègre le conseil général de la Commune, chargé du quartier d'Auron. Il fait alors figure d'excellent patriote.
Le 16 novembre 1791, Gay est élu maire de Bourges pour un mandat d'un an. Son arrivée au pouvoir est celle des patriotes locaux face à la très modérée ancienne administration. Le procureur-syndic est Jacques Pelletier, futur conventionnel montagnard. Sa magistrature se déroule sans trouble majeur, et il est en fait contraint de s'absenter dès l'été 1792 pour cause de maladie. En janvier 1793 il abandonne sa charge et est finalement remplacé par le jacobin Sylvain Bienvenuat.
Après avoir quitté l'Hôtel de Ville, Gay retrouve en l'an II des fonctions importantes, puisqu'il est nommé agent national auprès du district de Bourges, c'est-à-dire représentant du gouvernement au cœur du département. Il est ainsi l'interlocuteur immédiat de Jean-Marie Heurtault de Lammerville, agent près l'administration départementale et chef des révolutionnaires berruyers. Fervent jacobin, Gay offre en mars 1794 trois mille livres à la société populaire afin de venir en aide à un défenseur de la patrie.
Riche propriétaire, Gay demeure tout le reste de sa longue vie un des notables les plus respectés de la cité de Jacques Cœur. En 1802, il retrouve des fonctions politiques en étant nommé membre du Conseil général. À 67 ans, il envoie sa démission au préfet du Cher en novembre 1806.
Son fils aîné François Gay d'Aubigny épouse la fille du très influent Étienne-François Sallé de Chou, premier président de la Cour d'appel et grand notable du département.
Il meurt nonagénaire en 1833.

## Source
- Romain Gayon, Institutions et notables de Bourges 1788-1795, Bourges, Cercle généalogique du Haut-Berry, 2010.